# Repeses e São Salvador
Repeses e São Salvador es una freguesia portuguesa del municipio de Viseo, distrito de Viseo.

## Historia
La freguesia fue creada con el nombre de União das Freguesias de Repeses e São Salvador el 28 de enero de 2013 en aplicación de una resolución de la Asamblea de la República de Portugal promulgada el 16 de enero de 2013 con la unión de las freguesias de Repeses y São Salvador, pasando a estar situada su sede en la antigua freguesia de Repeses. Esta denominación se mantuvo hasta el 4 de junio de 2015 que pasó a llamarse con su actual nombre en aplicación de la Ley n.º 50/2015 que modificaba su denominación.

## Demografía
| Gráfica de evolución demográfica de Repeses e São Salvador entre 2011 y 2021 |
|                                                                              |
| Datos según el nomenclátor publicado por el INE portugués.                   |